# Ypsolopha lucella
Ypsolopha lucella é uma espécie de insetos lepidópteros, mais especificamente de traças, pertencente à família Ypsolophidae.
A autoridade científica da espécie é Fabricius, tendo sido descrita no ano de 1775.
Trata-se de uma espécie presente no território português.
É uma espécie semelhante a Ypsolopha alpella e Ypsolopha sylvella, diferenciando-se destas por ter cabeça de cor branca. As lagartas alimentam-se de folhas de Quercus. A envergadura das asas é de 16 a 18 mm.
A espécie apresenta em grande parte uma reprodução partenogénica, sendo que os machos são mais difíceis de visualizar que as fêmeas.